# Заради любові до гри
«Заради любові до гри» (англ. For Love of the Game) — американський драматичний фільм Сема Реймі за однойменним романом американського письменника Майкла Шаари.

## Сюжет
Ніхто не грає в бейсбол краще, ніж Біллі Чепел. Він — гравець екстра-класу і справжня суперзірка. Мільйони американських чоловіків і жінок боготворили його. Найстарший і досвідчений гравець у своїй команді, Біллі вже двадцять років поспіль виступає за «Детройтських тигрів». Однак він розуміє, що рано чи пізно настане час піти з гри, яка стала сенсом його життя. Дві страшні новини приходять одночасно. Біллі хочуть «продати» іншій команді, що для нього вкрай важко. Мало цього, його кохана несподівано залишає його. Тепер Біллі повинен довести всім, що він як і раніше суперзірка бейсболу та дами свого серця.

## У ролях
| Актор               | Роль              |
| ------------------- | ----------------- |
| Кевін Костнер       | Біллі Чепел       |
| Келлі Престон       | Джейн Обрі        |
| Джон Рейлі          | Гус Сінскі        |
| Джена Мелоун        | Хізер Обрі        |
| Брайан Кокс         | Гарі Вілер        |
| Едді Даддіо         | офіціантка        |
| Дж.К. Сіммонс       | Френк Перрі       |
| Він Скаллі          | грає самого себе  |
| Стів Лайонс         | грає самого себе  |
| Карміне Джовінаццо  | Кен Строут        |
| Білл Е. Роджерс     | Девіс Бірч        |
| Хью Росс            | Майк Удел         |
| Доменік Ломбардоцці | водій вантажівки  |
| Арнетія Волкер      | бармен            |
| Ларрі Джошуа        | фанат Янкі в барі |
| Грір Барнс          | Міккі Гарт        |